# 90-я лёгкая пехотная дивизия (вермахт)
90-я африканская лёгкая пехотная дивизия (нем. 90. leichte Afrika-Division) — тактическое соединение сухопутных войск вооружённых сил нацистской Германии. Принимала участие во Второй мировой войне. Принимавшая участие в боях в Африке и Италии. Летом 1943 года вновь сформирована как 90-я моторизованная дивизия по причине разгрома в мае того же года в Тунисе.

## Эмблема
После создания дивизии в качестве эмблемы использовался жёлтый квадрат, повёрнутый на 45 градусов.
С восстановлением летом 1943 года дивизия была сформирована преимущественно из частей, находившихся на Сардинии и других островах и эмблемой стала карта острова с красным мечом поперёк.

## Боевой путь дивизии
90-я африканская лёгкая пехотная дивизия была сформирована в августе 1941 года в Ливии. В состав дивизии вошли ранее находившиеся в Северной Африке части, в том числе и 155-й, 200-й и 361-й моторизованные полки.
21 ноября 1941 года под Тобруком дивизия впервые вступила в бой. Через неделю после формирования дивизия получила окончательное название 90-я африканская лёгкая пехотная дивизия (90. leichte Afrika Division).
В январе 1942 года 90-я африканская лёгкая пехотная дивизия принимала участие в отступлении из Киренаики и во второй раз брала Бенгази.
С 26 мая по 14 июня 1942 года дивизия принимала участие в атаках на линию Газала, а затем вела осаду Гот-эль-Уалеб и Бир-Хахейм, а 29 июня дивизия при участии других немецких войск взяла английскую крепость Мерса-Матрух. Из-за постоянных боёв к концу июля в составе дивизии насчитывалось всего 1600 человек, но тем не менее, дивизия принимала участие в первом сражении под Эль-Аламейном.
В начале апреля 1943 года численность дивизии составляла 5700 человек. 12 мая того же года дивизия капитулировала к северу от Анфидавилля.
Летом 1943 года дивизия была сформирована во второй раз преимущественно из частей, находившихся на Сардинии и других островах и получила название 90-я моторизованная дивизия (90. Panzergrenadier-Division). Принимала участие в итальянской кампании. В апреле 1945 года Была разгромлена под Болоньей.

## Организация
| - 155-й пехотный полк - 361-й пехотный полк - 361-й артиллерийский дивизион - 900-й сапёрный батальон - 580-я смешанная разведывательная рота - 190-я рота связи | - 155-й моторизованный полк - 200-й моторизованный полк - 361-й моторизованный полк - 190-й артиллерийский полк - 190-й танковый батальон - 190-й противотанковый артиллерийский дивизион - 90-й разведывательный батальон - 900-й сапёрный батальон - 190-й батальон связи |

### 1943 год
- 155-й моторизованный полк
- 200-й моторизованный полк
- 361-й моторизованный полк
- 190-й артиллерийский полк
- 190-й танковый батальон
- 242-й батальон штурмовых орудий
- 190-й сапёрный батальон
- 190-й батальон связи
- 1-я рота 190-го противотанкового артиллерийского дивизиона

## Командующие
- генерал-майор Макс Сюммерман (17 июля 1941 — 10 декабря 1941)
- оберст Йоханн Микль (11 декабря 1941 — 27 декабря 1941)
- генерал-майор Рихард Вейт (28 декабря 1941 — 28 апреля 1942)
- генерал-майор Ульрих Клеман (29 апреля 1942 — 14 июня 1942)
- оберст Вернер Маркс (14 июня 1942 — 18 июня 1942)
- оберст Эрвин Менни (18 июня 1942 — 19 июня 1942)
- оберст Вернер Маркс (19 июня 1942 — 21 июня 1942)
- генерал-майор Ульрих Клеман (21 июня 1942 — 8 сентября 1942)
- генерал-майор Бернхард Рамке (8 сентября 1942 — 17 сентября 1942)
- генерал-лейтенант Теодор Граф фон Шпонек (22 сентября 1942 — 12 мая 1943)
- генерал-лейтенант Карл-Ганс Лунгерсгаузен (23 мая 1943 — 20 декабря 1943)
- генерал-лейтенант Эрнст-Гюнтер Бааде (декабрь 1943 — декабрь 1944)
- генерал танковых войск Герхард фон Шверин (декабрь 1944 — 1 апреля 1945)
- генерал-майор Генрих Барон фон Бер (1 апреля 1945 — 28 апреля 1945)

## Награждённые Рыцарским крестом Железного креста

### Рыцарский Крест Железного креста (27)
- Ганс-Левин фон Барби, 13.12.1941 — оберстлейтенант, командир 361-го пехотного полка
- Иоганн Микль, 13.12.1941 — полковник, командир 155-го стрелкового полка
- Фридрих фон Хомейер, 06.07.1942 — ротмистр, командир 580-й смешанной разведывательной роты
- Эрих Гайсслер, 29.07.1942 — полковник, командир 200-го моторизованного полка
- Ганс Клерманн, 09.09.1942 — капитан, командир 2-го батальона 361-го моторизованного полка
- Альберт Панценхаген, 02.10.1942 — оберстлейтенант, командир 361-го моторизованного полка
- Альфред Кёстер, 10.05.1943 — полковник, командир 200-го моторизованного полка
- Конрад Цехерле, 10.05.1943 — лейтенант резерва, командир взвода 1-й роты 90-го разведывательного батальона
- Генрих барон фон Бер, 23.02.1944 — полковник, командир 200-го моторизованного полка
- Хорст фрайхерр фон Услар-Гляйхен, 11.07.1944 — майор, командир 190-го танкового батальона
- Хайнц Хелеманн, 05.09.1944 — обер-лейтенант резерва, командир 7-й роты 361-го моторизованного полка
- Курт Мёргель, 17.09.1944 — капитан, командир 2-го батальона 200-го моторизованного полка
- Генрих Визе, 04.10.1944 — капитан, командир 3-го батальона 361-го моторизованного полка
- Бернхард-Георг фон Зеебек, 04.10.1944 — капитан, командир 1-го батальона 361-го моторизованного полка
- Хуберт Штраусс, 04.10.1944 — обер-лейтенант резерва, командир 9-й роты 361-го моторизованного полка
- Рудольф Фридрих, 06.10.1944 — обер-ефрейтор, заместитель командира отделения 9-й роты 361-го моторизованного полка
- Мартин Мичке, 16.10.1944 — фельдфебель, командир взвода 2-й роты 200-го моторизованного полка
- Алекс Фидлер, 16.10.1944 — лейтенант резерва, командир взвода 3-й роты 200-го моторизованного полка
- Винценц Росслер, 28.10.1944 — лейтенант резерва, командир взвода 190-го танкового батальона
- Альфред Боттлер, 03.11.1944 — майор, командир 1-го батальона 200-го моторизованного полка
- Йозеф Куглер, 03.11.1944 — унтер-офицер, командир отделения 9-й роты 200-го моторизованного полка
- Франц-Райнер Хоке, 05.11.1944 — обер-ефрейтор, командир отделения 7-й роты 200-го моторизованного полка
- Эмиль Май, 16.11.1944 — лейтенант резерва, командир взвода 1-й роты 200-го моторизованного полка
- Хуго Хайнкель, 16.11.1944 — фельдфебель, командир отделения управления взвода 15-й роты 361-го моторизованного полка
- Карл-Хайнц Гиффхорн, 18.11.1944 — лейтенант резерва, передовой наблюдатель 6-й батареи 190-го артиллерийского полка
- Макс Хмель, 18.11.1944 — обер-ефрейтор, командир отделения 8-й роты 200-го моторизованного полка
- Фриц Михель, 18.12.1944 — капитан, командир 1-го батальона 200-го моторизованного полка

### Рыцарский Крест Железного креста с Дубовыми листьями (3)
- Эрнст-Гюнтер Бааде (№ 402), 22.02.1944 — полковник, командир 90-й моторизованной дивизии
- Генрих барон фон Бер (№ 689), 09.01.1945 — полковник, командир 200-го моторизованного полка
- Хайнц-Отто Фабиан (№ 522), 09.07.1944 — капитан, командир 2-го батальона 361-го моторизованного полка

### Рыцарский Крест Железного креста с Дубовыми листьями и Мечами
- Эрнст-Гюнтер Бааде (№ 111), 16.11.1944 — генерал-лейтенант, командир 90-й моторизованной дивизии